# ارتم سیومکا
ارتم سیومکا (اوکراینی: Артем Вікторович Сьомка؛ زادهٔ ۱۸ فوریهٔ ۱۹۹۸) بازیکن فوتبال اهل اوکراین است.